# Nicolas Peschier
Nicolas Peschier, född den 16 maj 1984 i Guilherand-Granges, Frankrike, är en fransk kanotist.
Han tog VM-guld i C-1 i slalom 2013 i Prag.